# سیارک ۱۲۶۵۷۸
سیارک ۱۲۶۵۷۸ (به انگلیسی: 126578 Suhhosoo، نامگذاری:2002CK116) صد و بیست و شش هزار و پانصد و هفتاد و هشتمین سیارک کشف شده‌است که در ۱۱ فوریه ۲۰۰۲ کشف شد.